# Bepp Haas

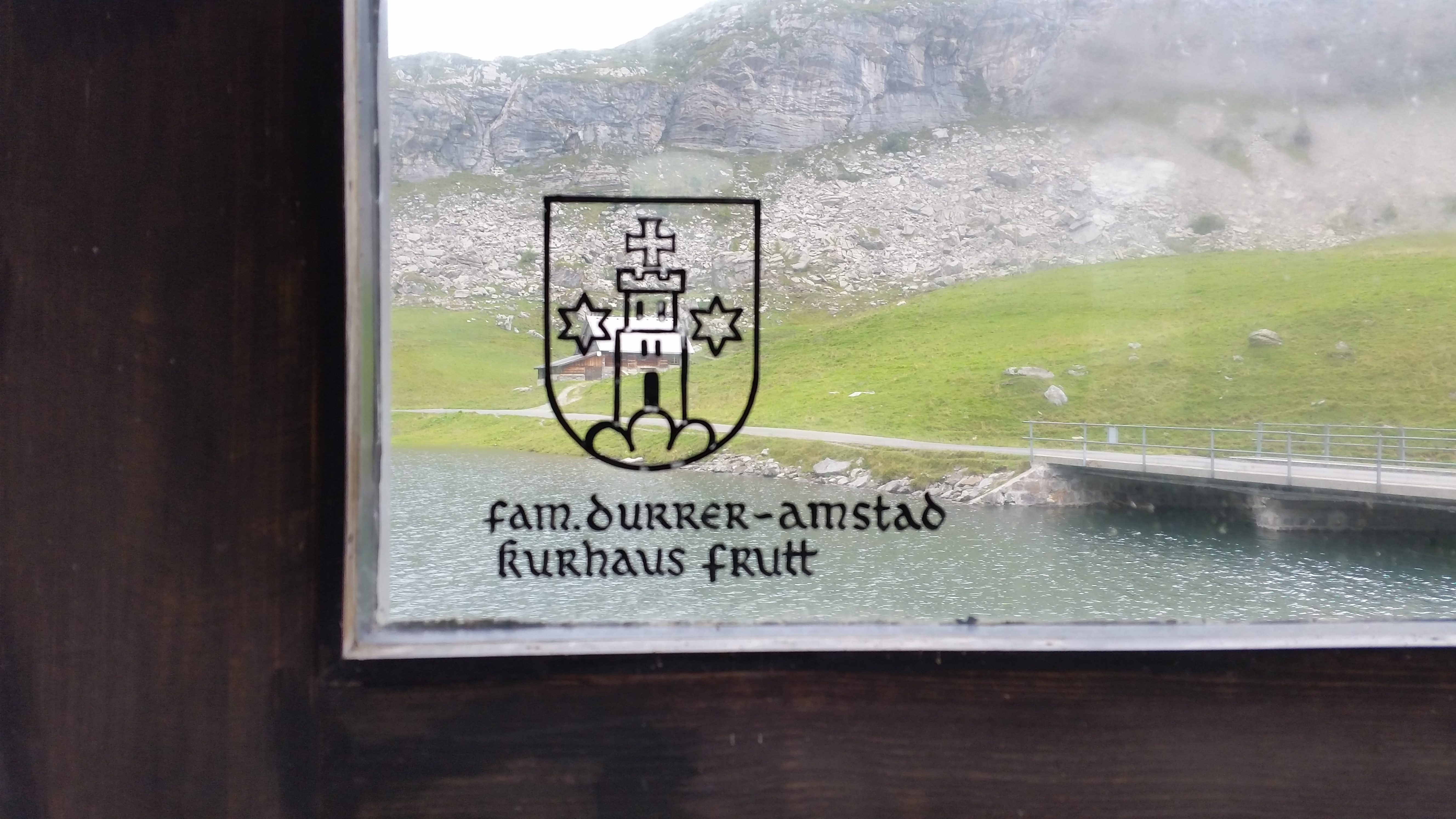
Von Bepp Haas gestaltetes Wappen in einem Glasfenster der Melchsee-Kapelle

Bepp Haas (eigentlich: Josef Johann Haas; * 28. April 1917 in  Sachseln; † 11. Dezember 1996 ebenda) war ein Schweizer Maler und Grafiker. Er beschäftigte sich mit Glasmalerei, Holzschnitt, Sgraffito, Ritzzeichnung und Freskomalerei.

## Leben
Bepp Haas wurde 1917 in Sachseln als Sohn von Robert Haas-von Flüe (1887–1949) und Rosa Haas-von Flüe (1883–1982) geboren. Er war verheiratet mit Annarosa Haas-Gasser (1924–2011) aus Sachseln, das Paar hatte mehrere Kinder.

## Werke (Auswahl)
Bepp Haas schuf viele Glasfenster, so beispielsweise die Wappen für die Glasfenster der Melchsee-Kapelle. Er schuf ganzseitige Holzschnitte für die Ausgabe der Verlags  Luzern Schweizer Volks-Buchgemeinde von 1960 des Buchs von Jeremias Gotthelf: Wie Uli der Knecht glücklich wird. Eine Gabe für Dienstboten und Meisterleute.

## Ausstellungen (Auswahl)
- 2001 im Museum Bruder Klaus Sachseln: Bepp Haas 1917–1996

## Auszeichnungen
- 1990 Obwaldner Kulturpreis